# Lispocephala spuria
Lispocephala spuria är en tvåvingeart som först beskrevs av Zetterstedt 1838.  Lispocephala spuria ingår i släktet Lispocephala, och familjen husflugor. Arten är reproducerande i Sverige.